# Рода (міфологія)
Рода — персонаж давньогрецької міфології. Згідно з Геродором і Герофілом — дочка Посейдона і Амфітріти. За Діодором — дочка Посейдона і сестри тельхіни Галії. За Пиндаром — дочка Афродіти. Епіменід виводить її родовід від Океану.
Дружина Геліоса. Геліос закохався в неї, назвав її ім'ям острів і змусив зникнути води потопу. У них було сім синів — Геліадів (Охім, Керкаф, Макар, Актій (або Актин), Тенаг, Тріоп і Кандал) і дочка Електріона. За версією, Рода також мати Кірки.